# Mörfelden-Walldorf
Mörfelden-Walldorf é um município da Alemanha, situado no distrito de Groß-Gerau, no estado de Hesse. Tem 44,16 km² de área, e sua população em 2019 foi estimada em 34.891 habitantes.